# (5671) Chanal
(5671) Chanal (1985 XR) est un astéroïde de la ceinture principale, découvert le 13 décembre 1985 par le Centre de recherches en géodynamique et astrométrie (CERGA) à Caussols.